# Desmodium intermedium
Desmodium intermedium är en ärtväxtart som beskrevs av Arturo Erhardo Erardo Burkart. Desmodium intermedium ingår i släktet Desmodium och familjen ärtväxter. Inga underarter finns listade i Catalogue of Life.